# Milionia assimilis
Milionia assimilis är en fjärilsart som beskrevs av Rothschild 1897. Milionia assimilis ingår i släktet Milionia och familjen mätare. Inga underarter finns listade i Catalogue of Life.